# Arthur Edward Kennedy
Arthur Edward Kennedy (ur. 9 kwietnia 1810 w Cultrze, zm. 3 czerwca 1883 w okolicach Adenu) – brytyjski administrator kolonialny, pełniący szereg stanowisk gubernatorskich, m.in. gubernatora Australii Zachodniej (1855-1862), gubernatora Hongkongu (1872-1877) i gubernatora Queenslandu (1877-1883). 

## Życiorys

### Młodość i kariera wojskowa
Pochodził z miejscowości należącej dziś do przedmieść Belfastu, jego rodzina była zamożna na tyle, iż jego edukacją zajmował się prywatny nauczyciel. Studiował w Trinity College w Dublinie. W 1827 dołączył do British Army, zaś w 1841 kupił stopień kapitana (handel stopniami oficerskimi był wówczas całkowicie dopuszczalny w brytyjskim wojsku). Sprzedał go po sześciu latach, gdy postanowił wrócić do rodzinnej Irlandii, gdzie zaangażował się w pomoc ofiarom wielkiego głodu. 

### Administrator kolonialny

#### Afryka i Australia Zachodnia
W 1851 został przyjęty do służby kolonialnej. Początkowo powierzono mu stanowisko gubernatora Gambii, lecz zanim jeszcze zdołał formalnie objąć obowiązki, został przeniesiony na urząd gubernatora Sierra Leone, który pełnił w latach 1852-1854. Następnie został mianowany gubernatorem Australii Zachodniej. Siedmioletni okres jego rządów w tej kolonii przyniósł poprawę wielu wskaźników, m.in. o 40% wzrosła ludność, ale historycy przypisują to głównie dużej liczbie skazańców zsyłanych z Wielkiej Brytanii. Zarazem Kennedy był bardzo niepopularny wśród wolnych mieszkańców Australii Zachodniej, ponieważ rządził nią w bardzo autorytarny sposób, a dodatkowo blokował starania kolonistów o uzyskanie autonomii. 

#### Kanada i powrót do Afryki
Po dwuletnim pobycie w Anglii, w 1864 Kennedy objął kolejną placówkę w koloniach, tym razem jako gubernator Wyspy Vancouver. W 1866 stanowisko to przestało istnieć, ponieważ wyspa utraciła odrębność administracyjną i stała się częścią Kolumbii Brytyjskiej. Po kolejnym pobycie w Wielkiej Brytanii, w 1868 po raz drugi w swej karierze objął rządy w Sierra Leone, tym razem z tytułem gubernatora całej Brytyjskiej Afryki Zachodniej. 

#### Hongkong i Queensland
W 1872 został przeniesiony do Hongkongu. Inaczej niż w Australii Zachodniej, w Hongkongu był postrzegany jako niezbyt aktywny gubernator, starający się utrzymać status quo i unikać konfliktów. Niezwłocznie po zakończeniu jego kadencji w Azji, w roku 1877, został ponownie wysłany do Australii, gdzie został gubernatorem Queensland. Kolonia ta od dłuższego czasu cieszyła się już autonomią, wobec czego rola gubernatora sprowadzała się do dyskretnego nadzoru na miejscową sceną polityczną oraz zadań ceremonialnych. Tylko raz wywołał poważniejsze kontrowersje, kiedy to odmówił zwolnienia swojej służby domowej, złożonej w całości z Chińczyków, pracujących dla niego od czasów Hongkongu. Było to bardzo mocno wbrew ówczesnym nastrojom społecznym w Queenslandzie i całej Australii, zdecydowanie niechętnych jakiejkolwiek imigracji z Azji.

### Śmierć
W 1883 kadencja Kennedy’ego w Queenslandzie dobiegła końca i wyruszył on w podróż morską do Wielkiej Brytanii, gdzie zamierzał przejść na emeryturę. Gdy jego statek był u wybrzeży dzisiejszego Jemenu, Kennedy zmarł na pokładzie, co najprawdopodobniej miało związek z astmą, na którą cierpiał od dłuższego czasu. Miał 73 lata. Został pochowany na morzu. 

## Odznaczenia
W 1862 otrzymał Order Łaźni najniższej klasy Kawaler (CB). W 1867 otrzymał tytuł Sir. W 1871 uzyskał Order św. Michała i św. Jerzego klasy Rycerz Komandor, zaś w 1881 podniesiono go do najwyżej klasy tego orderu, Rycerza Wielkiego Krzyża. 